# 루치아 포프

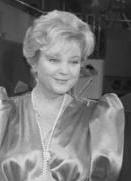

루치아 포프(슬로바키아어: Lucia Popp, 1939년 11월 12일 ~ 1993년 11월 16일)는 슬로바키아의 소프라노 성악가이다. 맑고 청아하며 윤기있는 목소리를 특징으로 한다.

## 생애
본명은 루치아 포포바(Lucia Poppová)이다. 브라티슬라바의 아카데미에서 연극을 공부하던 중 교수의 권고로 음악 이론 및 성악을 공부하게 되었다. 아카데미를 졸업하고 1963년 가족과 함께 빈으로 여행을 간 포프는 그곳에서 오디션에 참가해 《마술 피리》의 밤의 여왕의 아리아를 불러 심사위원들을 놀라게 했다. 포프는 같은 해 오토 클렘페러의 지휘로 브라티슬라바 가극장에서 밤의 여왕 역할로 데뷔했다. 모차르트와 리하르트 슈트라우스의 작품군에서 정평이 나 있다. 특히 1972년 뮌헨에서 카를로스 클라이버와의 장미의 기사를 함께 작업하면서 6개월간 특별한 관계를 유지하였다. 비록 그들이 맺어지지는 결과를 얻지는 못했지만 그녀의 죽음에 대한 소식을 들은 카를로스의 가슴은 무너져내렸다 한다.
포프는 뇌종양으로 투병하던 중 1993년 뮌헨에서 사망했다.

## 참고 문헌
- 조홍근, 《세계명곡해설대전집》, 진현서관, 1978, p.393